# 로런스 서머스
로런스 헨리 서머스(1954년 11월 30일~)는 제8대 국가경제회의 위원장, 제27대 하버드 대학교 총장과 제71대 재무장관을 역임한 미국의 경제학자, 전 경제관료이다. 현재 하버드 대학교의 교수로 활동중이다.

## 출생 및 성장
1954년 코네티컷주 뉴헤이번에서 출생
펜실베이니아주 로즈몬트에 위치한 해리튼 고등학교 졸업
1975년 MIT 경제학 학사
1982년 하버드 대학교 경제학 박사

## 가족관계
부친은 로버트 서머스 펜실베이니아 대학교 경제학 교수, 모친은 아니타 서머스 펜실베이니아 대학교 와튼 스쿨 교수이다. 삼촌 폴 새뮤얼슨 MIT 교수와 외삼촌 케네스 애로우 스탠포드 대학교 교수가 각각 노벨 경제학상을 수상한 유명 경제학자 집안 출신으로 학창 시절부터 큰 관심을 받았다.

## 주요 경력
- 1983년 하버드 대학교 사상 최연소 정교수
- 1982년-1983년 대통령 경제자문위원
- 1991년-1993년 세계은행 수석 경제학자
- 1993년 존 베이츠 클라크 메달 수상
- 1993년-1995년 재무부 차관
- 1994년 타임지 선정, "21세기 미국을 이끌어갈 차세대 50인"
- 1995년-1999년 재무부 부장관 역임
- 1999년-2001년 제71대 재무부 장관 역임
- 2001년-2006년 제27대 하버드 대학교 총장을 역임하였으나 여성에 대한 민감한 발언 등으로 퇴임하였다.
- 2009년 1월 20일-2010년 12월 31일 제8대 국가경제회의 위원장 역임

## 참조
1. ↑  원래는 물리학을 공부하려 했으나 곧 경제학으로 전향하였다.